# 艾哈迈德·本·比图尔
艾哈迈德·本·比图尔（阿拉伯语：أحمد بن بيتور；1946年6月20日—），阿爾及利亞政治家，1999年12月23日至2000年8月27日期間担任阿爾及利亞總理一职。

## 外部連結
- "INTERVIEW - Algeria corruption case 'part of political struggle'" Archive.today的存檔，存档日期2013-01-04, Reuters, Lamine Chikhi and Christian Lowe, 09 Feb